# Rita Marley
Alpharita Constantia Marley, rozená Anderson (* 25. července 1946, Santiago de Cuba), je kubánsko-jamajská zpěvačka, jež byla manželkou Boba Marleyho. Byla členkou skupiny vokalistek I Threes, společně s Marcia Griffiths a Judy Mowatt. Toto trio se pak připojilo ke skupině Boba Marleyho, The Wailers.

## Biografie

### Mládí a sňatek s Bobem Marleym
Rita se narodila v Santiago de Cuba na Kubě Leroyovi Andersonovi a Cynthii "Beda" Jarett. Vyrůstala v bohatší vrstvě na Beahcwood Avenue v Kingstonu na Jamajce. V její knize No Woman, No Cry: Můj život s Bobem Marleym napsala, že byla vychovávána svou tetou Violou v Greenwich Park Road. Bob žil v jedné z nejchudších vrstvech, v ghettu Trenchtown.
V polovině 60. let se Rita seznámila s Bobem Marleym a Peterem Toshem. Poté, co se zjistilo, že krásně zpívá, nabídla jí skupina Soulettes (později I Threes) spolupráci. Bob Marley se stal mentorem a manažerem skupiny a když začali společně pracovat, Rita se do něj zamilovala.
Dne 3. prosince 1976, dva dny před koncertem Smile Jamaica, byli Rita, Bob a Don Taylor napadeni neznámým střelcem přímo u Boba doma. Rita uhnula střele mířené na její hlavu a Taylor byl postřelen do nohy. Bob uhnul střele mířené na hrudník a byla mu poraněna paže.

### Pozdější život
Po smrti Boba Marleyho vydala několik alb pod svým jménem, které měly úspěch v Británii.
V roce 1986 zřídila v domě Boba Marleyho muzeum o něm, jeho životě a jeho hudbě. Je také propagátorkou a předsedkyně nadace Roberta Marleyho, nadace Bob Marley Trust a Bob Marley Group of Companies. Také si na dálku adoptovala 35 dětí v Etiopii a přispěla na vzdělání 200 000 dětí v Konkonuru v Ghaně.
V roce 2000 založila svou vlastní charitu Rita Marley Foundation. Z této charity nemá žádné zisky.

## Děti
Rita má celkem 6 dětí, z toho 3 má společné s Bobem Marleym. Bob adoptoval dvě z jejích dětí a ty po něm nesou příjmení Marley. Bob sám měl 13 dětí - dvě adoptoval od Rity, tři s ní zplodil a zbylých 8 měl s jinými ženami. Děti Rity Marleyové:
1. Sharon Marley,  * 23. listopadu 1964
2. Cedella Marley, * 23. srpna 1967
3. David Nesta "Ziggy" Marley, * 17. října 1968
4. Stephen Marley, * 20. dubna 1972
5. Stephanie, * 17. srpna 1974
6. Serita Stewart, 11. srpna 1985

## Diskografie
- 1966 : Pied Piper - Rio
- 1967 : Pied Piper (single, on Club Ska '67) - Mango
- 1980 : Rita Marley - Trident
- 1981 : Who Feels It Knows It - Shanachie Records
- 1983 : It's About Time - John Denver; RCA
- 1988 : Harambe (Working Together for Freedom) - Shanachie Records
- 1988 : We Must Carry on - Shanachie Records
- 1990 : Beauty of God's - Shanachie Records
- 1990 : Good Girls Cult - Shanachie Records
- 1990 : One Draw - Shanachie Records
- 2003 : Sings Bob Marley...and Friends - Shanachie Records
- 2004 : Play Play - Universal Music
- 2005 : Sunshine After Rain
- 2006 : Gifted Fourteen Carnation

## Spolupráce na jiných albech
- 1995 : Rita Marley / Ignacio Scola / Gregorio Paniagua: Spectacles for tribuffalos - Tabata Musica y Letra

## Knihy
- Rita Marley, Hettie Jones (2004). No Woman, No Cry: My Life with Bob Marley. Hyperion, ISBN 0-7868-6867-8